# Kentucky Colonels (Band)
Die Kentucky Colonels waren eine aus Kalifornien stammende Bluegrass-Band, die zu den Wegbereitern des Progressive Bluegrass zählt.

## Geschichte

### Anfänge
Vorläufer der späteren Kentucky Colonels war die aus den Brüdern Roland, Eric und Clarence (* 7. Juni 1944, † 14. Juli 1973) White bestehende Familienband The Three Little Country Boys, die sich Anfang der 1950er Jahre in Los Angeles formierte. Man begann mit traditioneller Country-Musik, wechselte aber 1955 zum Bluegrass. Der Gewinn eines Talentwettbewerbs führte zu einem ersten Auftritt bei einem lokalen Fernsehsender. Es folgten Auftritte bei Tanzveranstaltung und bei einem örtlichen Radiosender. Von 1957 an wurden sie einige Male für die Fernsehshow Town Hall Party engagiert. 
1958 schloss sich der Banjospieler Billy Ray Lathum der Gruppe an, die sich von da an The Country Boys nannte. Im gleichen Jahr erschien die erste Single, Head Over Heels in Love with You. Wenig später wurde der Dobrospieler und Songwriter LeRoy Mack angeheuert und die zweite Single, Valley Below veröffentlicht. Außerdem gab es mehrere Auftritte in der populären Andy Griffith Show. 1961 verließ Eric White nach seiner Heirat die Gruppe. Er wurde durch Roger Bush ersetzt. Ein Jahr später wurde Roland White zum Militär eingezogen. Für ihn sprang kurzzeitig Scott Hambley ein.

### Karriere als Kentucky Colonels
Nach dem Ausscheiden von Scott Hambly wurde 1962 das erste Album, New Sound of Bluegrass, eingespielt. Da bereits Formationen mit dem Namen „The Country Boys“ existierten, nannte man sich in Kentucky Colonels um. Die Erstbesetzung unter diesem Namen bestand aus Clarence White, Billy Ray Lathum, LeRoy Mack und Roger Bush. Gelegentlich wurden sie durch den Fiddler Bobby Sloan unterstützt. Die Band gewann mehr und mehr an Popularität in der kalifornischen Folk- und Bluegrassszene. Der hochtalentierte Clarence White, das jüngste Mitglied der Gruppe, spielte sich als Gitarrist zunehmend in den Vordergrund – ein eher ungewöhnlicher Vorgang im Bluegrass, bei dem Gitarren traditionell eine untergeordnete Rolle spielen.
Im Herbst 1963 schied LeRoy Mack aus. Wenig später kehrte Roland White vom Militärdienst zurück. Das nächste Album, das von Clarence Whites virtuosem Gitarrenspiel geprägte Appalachian Swing, erschien 1964. Es folgte eine ausgedehnte Tournee durch die USA mit einem vielbeachteten Auftritt beim Newport Folk Festival, dessen Live-Mitschnitte später auf dem Album Long Journey Home erschienen. 1965 wirkten sie in dem Spielfilm The Farmer's Other Daughter mit.
Ihre musikalische Karriere dagegen geriet ins Stocken. Die neuen Superstars wie Bob Dylan oder die Byrds hatten den Folkrock populär gemacht und den Bluegrass an den Rand gedrängt. Die Kentucky Colonels versuchten vergeblich, durch Einsatz von Schlagzeug und elektrisch verstärkten Instrumenten gegenzusteuern und lösten sich schließlich Ende 1965 auf. Die Mitglieder schlossen sich verschiedenen Rockgruppen an. Den größten Karrieresprung machte Clarence White, der bei den Byrds den ausgeschiedenen Gram Parsons ersetzte.
1966 fanden sich die drei White-Brüder noch einmal zusammen und unternahmen, verstärkt durch Bob Warford und Dennis Morris, eine ausgedehnte Tournee durch die Vereinigten Staaten. 1973 kam es erneut zu einer kurzzeitigen Wiedervereinigung, aus der das Album The White Brothers Live in Sweden hervorging. Wenig später starb Clarence White an den Folgen eines Autounfalls.

## Diskografie
Alben
- 1963: New Sound of Bluegrass (Briar)
- 1964: Appalachian Swing (Rounder)
- 1973: The White Brothers Live in Sweden (Rounder)
- 1991: Long Journey Home (Vanguard)